# Негр, Леопольд
Леопольд Негре (фр. Léopold Nègre; 15 июня 1879, Монпелье — 29 июля 1961, Париж) — французский учёный-биолог, медик, доктор медицины, доктор естественных наук (1918), директор службы Института Пастера в Париже. Член Парижской медицинской академии (с 1951).

## Биография
Родился в семье пастора реформатской церкви. Рано остался сиротой.
Изучал естественные науки в университете Монпелье, затем окончил курсы микробиологии в Институте Пастера в Париже. С 1907 по 1910 год работал в лаборатории микробиологических курсов под руководством Амедея Борреля.
С 1910 года — заведующий лабораторией Пастеровского института в Алжире, с 1919 года —
заведующий лабораторией туберкулёза Института Пастера в Париже под руководством Альбера Кальмета.
В 1931 году Негре стал председателем Института Пастера, а в 1944 году был назначен вице-президентом Общества биологии Франции.
Президент Французского общества туберкулёза с 1950 года. Член Парижской медицинской академии (с 1951).

## Научная деятельность
Принимал участие в исследованиях вакцины БЦЖ. Вместе с микробиологом Альфредом Боке (1879—1947) разработал метиловый антиген для лечения туберкулёза.

## Избранные публикации
- Quelques recherches sur le cancer spontané et le cancer expérimental des souris (1910)
- Contributions à l'étude des microbes thermophiles, Étude biologique de la flore bactérienne thermophile du Sahara, Recherches expérimentales sur l'évolution de la Sarcosporidie de la Souris (1918)
- Lymphangite épizootique des solipèdes, Contribution à l'étude des mycoses (1920) avec Alfred Boquet
- L’Antigène méthylique dans la recherche des anticorps tuberculeux et dans le traitement de la tuberculose expérimentale des petits animaux de laboratoire (1925) avec Alfred Boquet
- Action des extraits méthyliques de bacilles tuberculeux, préalablement dégraissés par l’acétone, sur les tuberculoses externes, avec (1926) avec Alfred Boquet
- Prémunition des nouveau-nés contre la tuberculose par le vaccin B.C.G. (1921 à 1926) par Albert Calmette, Camille Guérin, Léopold Nègre, Alfred Boquet
- Antigénothérapie de la tuberculose par les extraits méthyliques de bacilles de Koch (1927) avec Alfred Boquet
- Le traitement de la tuberculose par l’antigène méthylique (antigénothérapie) (1932)
- "L’Institut Pasteur et son œuvre scientifique ", allocution prononcée le (1935)
- L’infection bacillaire et la tuberculose chez l’homme et chez les animau entièrement revue et complétée par Alfred Boquet et Léopold Nègre (1936)
- Albert Calmette, sa vie, son œuvre scientifique (1939) avec Noël Bernard
- Vaccination par le B.C.G. par scarifications cutanées (1942) avec Jean Bretey
- Manuel technique de microbiologie et de sérologie, par Albert Calmette, entièrement refondue par Alfred Boquet, Léopold Nègre et Jean Bretey (1948)
- Les lipoïdes dans les bacilles tuberculeux et la tuberculose, Application de l’antigène méthylique au traitement de la tuberculose et à la recherche des anticorps tuberculeux (1950)
- Les bacilles de Koch incomplètement évolués dans l’infection tuberculeuse (1955) avec Jean Bretey
- Prévention et traitement spécifiques de la tuberculose par le B.C.G. et par l’antigène méthylique, étude de leurs modes d’administration et de leurs mécanismes d’action (1956)